# Uczniowie z Emaus

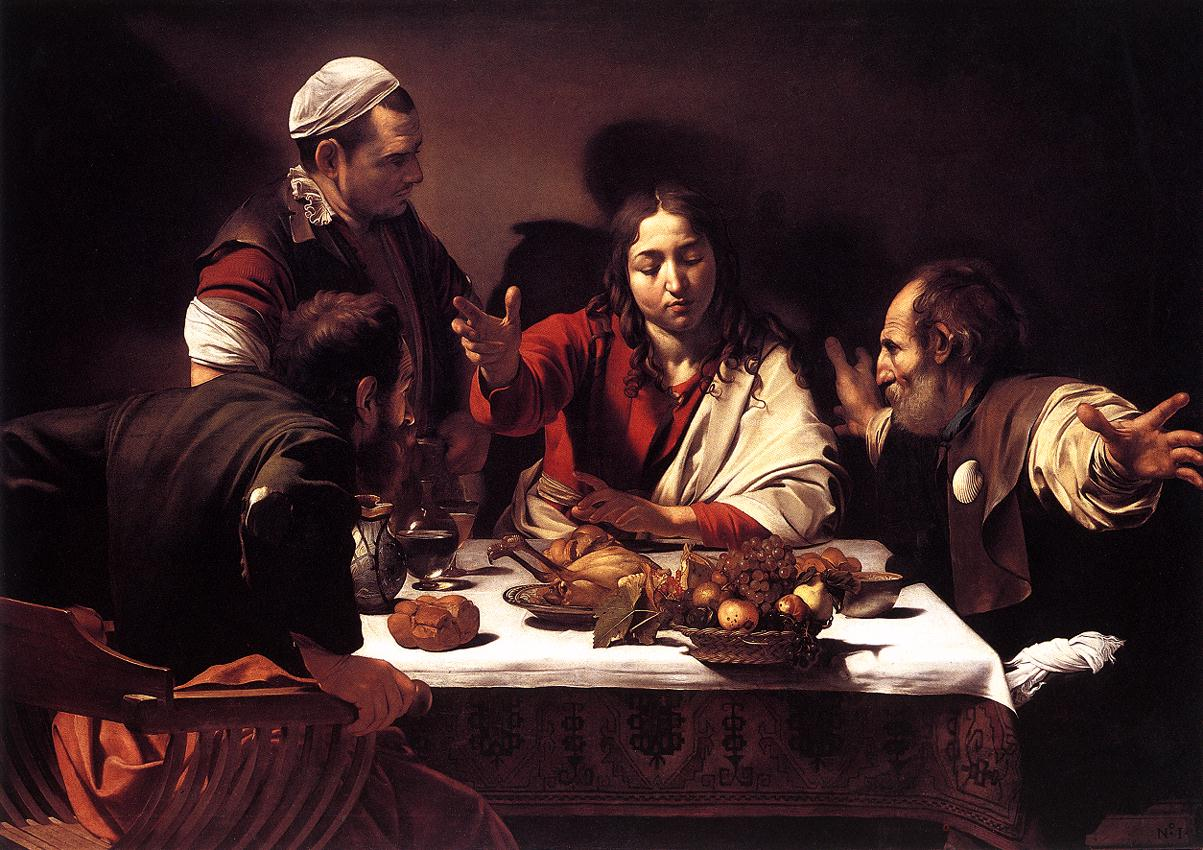
Wieczerza w Emmaus (1601), Caravaggio

Uczniowie z Emaus (Wieczerza w Emaus) – chrystofania, wydarzenie opisane w Ewangelii Łukasza, mówiące o tym jak zmartwychwstały Jezus, dołączył się do dwóch zwolenników nauki Jezusa, idących do Emaus. 
Jeden z uczniów miał na imię Kleofas. Przez całą drogę nie rozpoznali Jezusa. Zorientowali się, że to On dopiero podczas wieczerzy. 

## Eucharystia
Epizod ten jest ważny dla poznania znaczenia Eucharystii dla Jezusa i jego uczniów. Wieczerza w Emaus mogła być zwykłą kolacją, ale wielu teologów widzi w niej również jedną z pierwszych mszy.

## W sztuce
Epizod był inspiracją dla wielu malarzy i artystów.

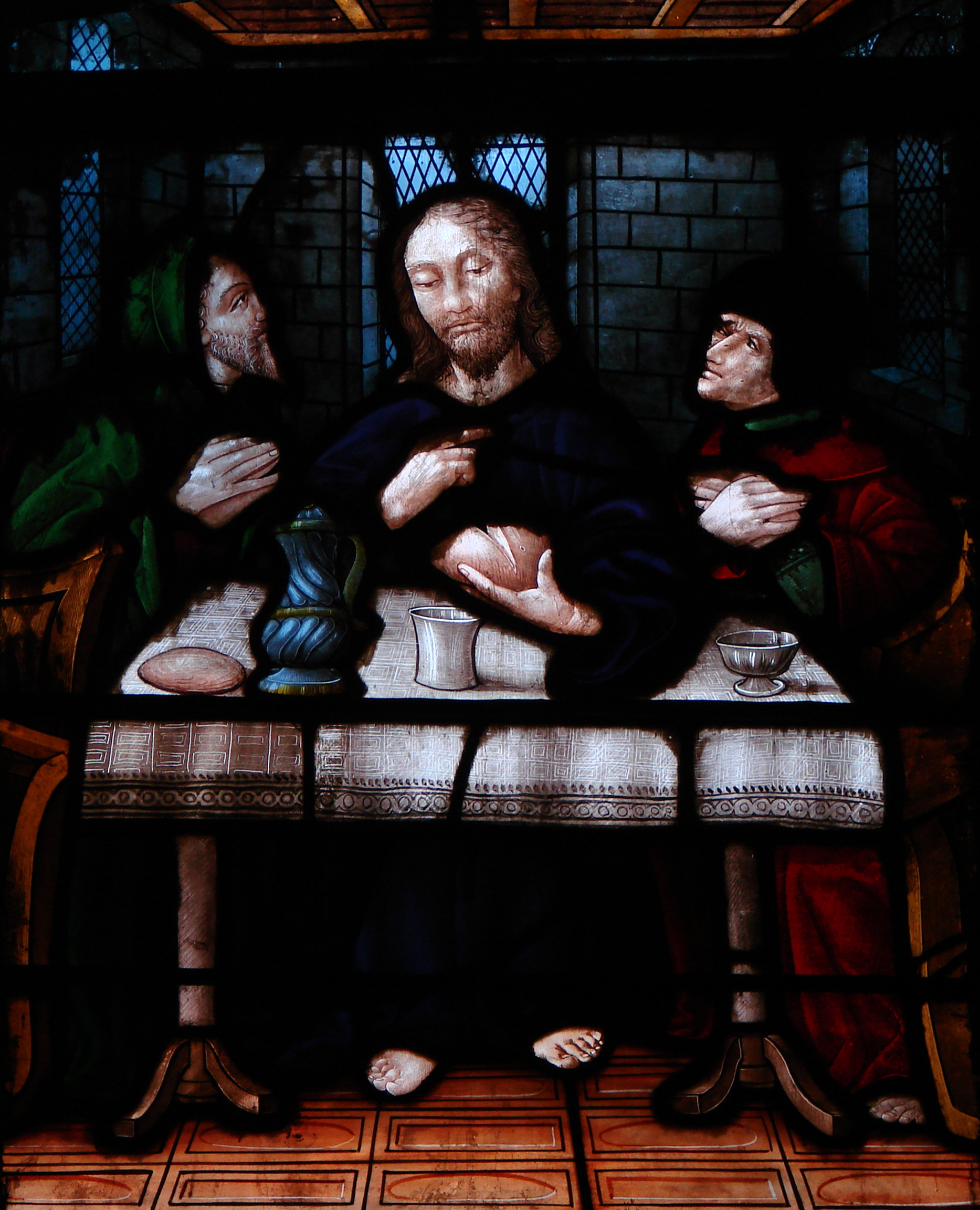
Witraż katedry w Auch.
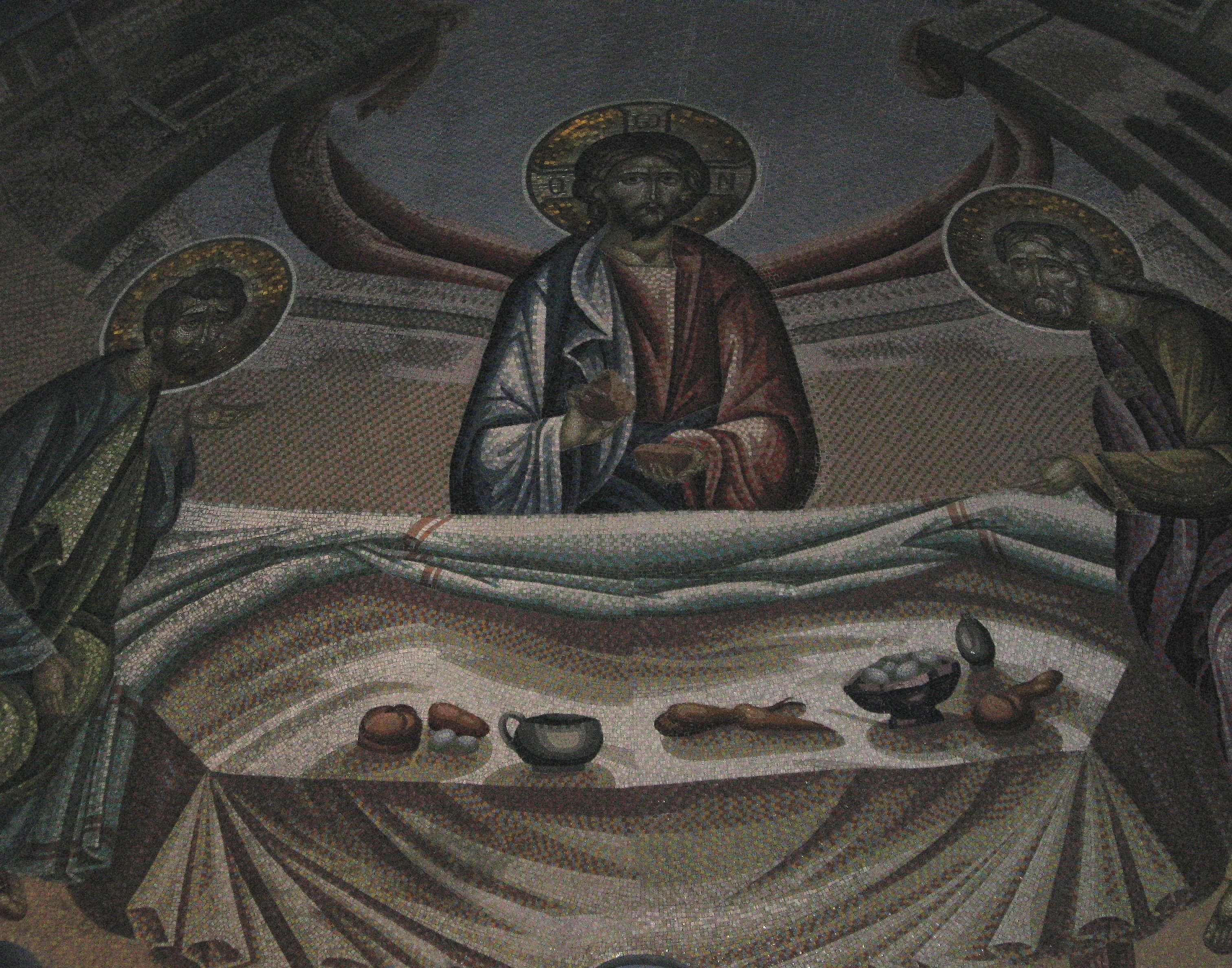
Mozaika w katedrze Cluj-Napoca.
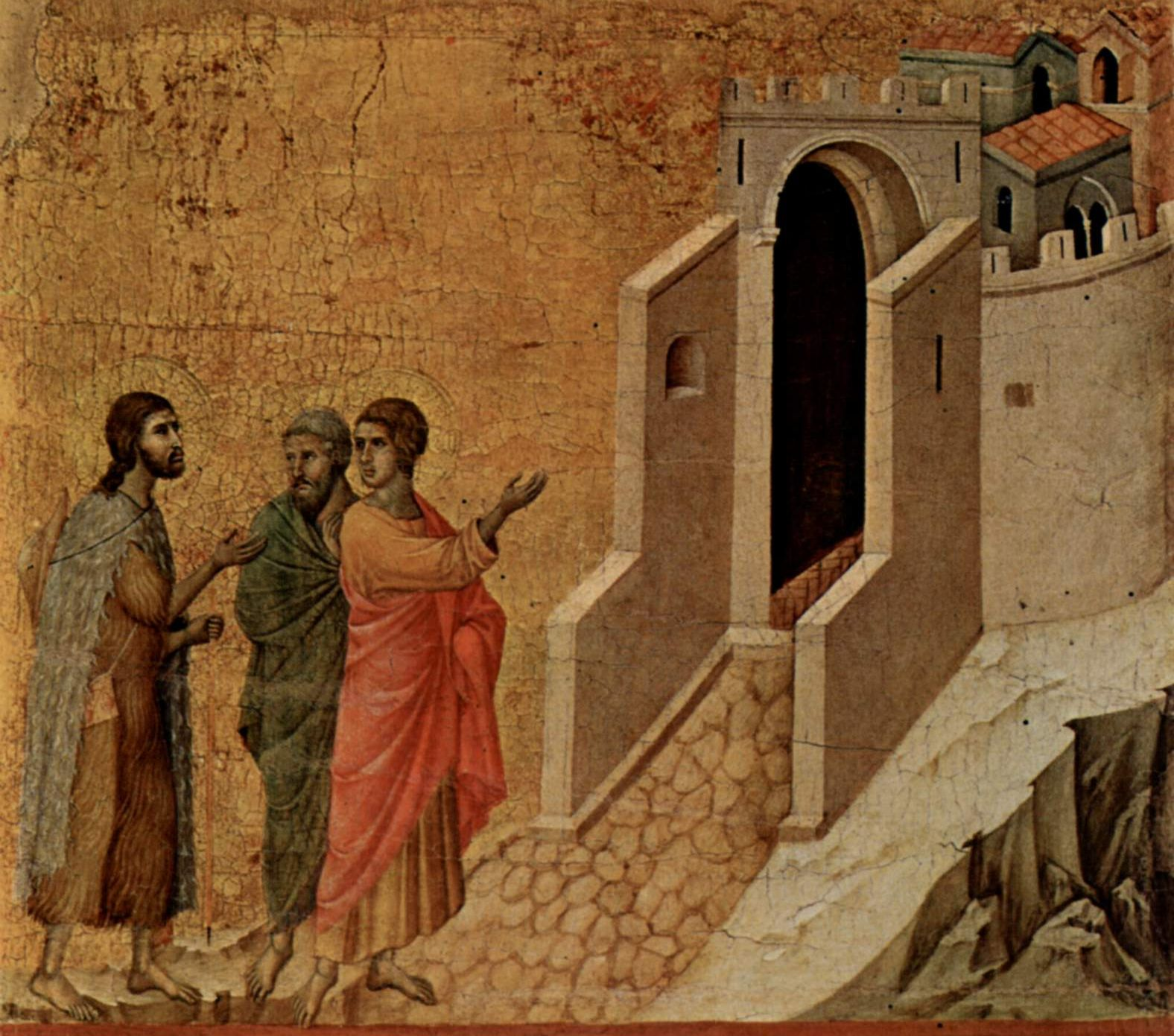
Malowidło w Duccio di Buoninsegna.
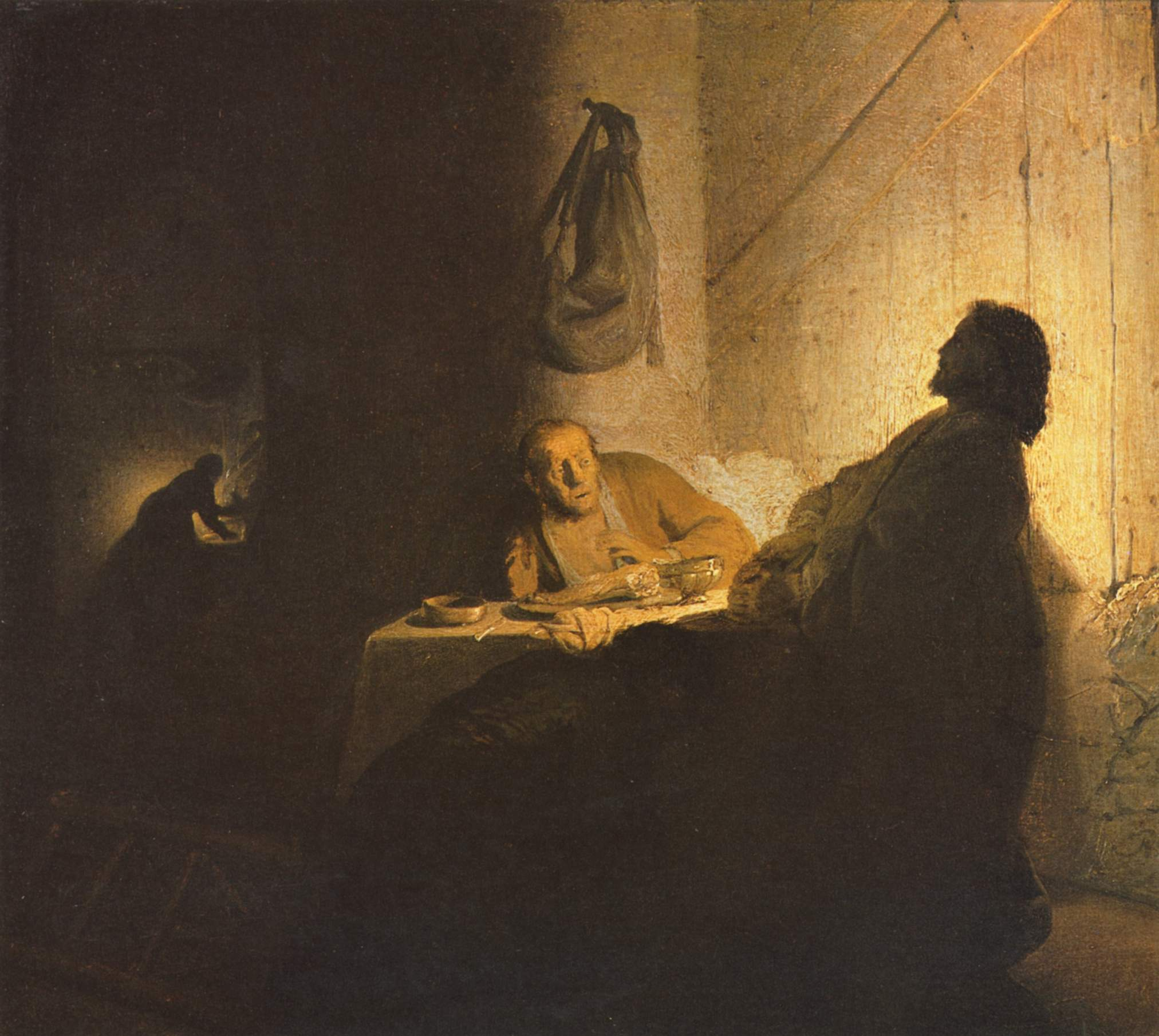
Malowidło olejne Rembrandta.
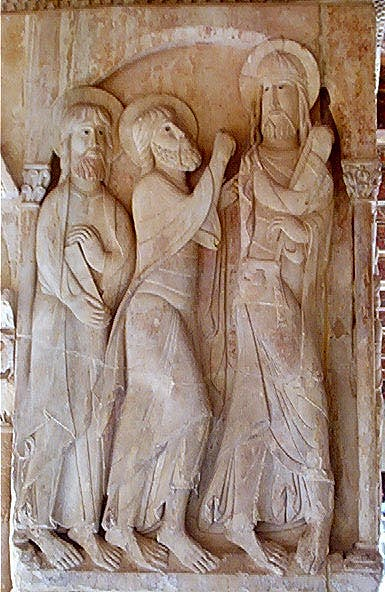
Klasztor Santo Domingo de Silos.